# ROMAG PROD
ROMAG PROD este o sucursală a Regiei Autonome pentru Activități Nucleare, amplasată la circa 7 km Nord-Est de municipiul Drobeta-Turnu Severin. În prezent se numește CNMAG Compania Națională de Management al Apei Grele.
ROMAG-PROD a produs apă grea de calitate nucleară, având cea mai mare capacitate din lume (360 tone/an). Proiectul privind construirea fabricii de apă grea s-a aplicat la Drobeta-Turnu Severin între anii 1980 - 1988. Producția de apă grea a început în luna septembrie 1987. România este singura țară europeană care și-a dezvoltat o filieră de reactori nucleari de tip CANDU.
Sucursala ROMAG PROD a produs apă grea, apă superușoară și apă supergrea.
Cu o producție anuală de circa 180 de tone și o capacitate de extindere până la 360 de tone, combinatul severinean „alimentează” atât centrala de la Cernavodă, cât și numeroase piețe internaționale. Combinatul deține patru module de producție cu o capacitate de 90 de tone pe an.
Din anul 2001 sucursala ROMAG PROD a devenit exportator de apă grea de uz nuclear si de laborator în Coreea de Sud, China, Germania, SUA și Elveția.
În anul 2005 ROMAG-PROD se întindea pe o suprafață de 70 de hectare și număra 1.500 de angajați, o mare parte din personal fiind specializat la locul de muncă, din operatori chimiști, lăcătuși mecanici, electricieni și sudori.